# Bidessodes
Bidessodes is een geslacht van kevers uit de familie  waterroofkevers (Dytiscidae).
Het geslacht is voor het eerst wetenschappelijk beschreven in 1900 door Régimbart.

## Soorten
Het geslacht omvat de volgende soorten:
- Bidessodes acharistus Young, 1986
- Bidessodes bilita Watts, 1978
- Bidessodes charaxinus Young, 1986
- Bidessodes denticulatus (Sharp, 1882)
- Bidessodes elongatus (Sharp, 1882)
- Bidessodes evanidus Young, 1986
- Bidessodes flavosignatus (Zimmermann, 1922)
- Bidessodes fragilis Régimbart, 1900
- Bidessodes franki (Spangler, 1981)
- Bidessodes grossus (Zimmermann, 1922)
- Bidessodes gutteridgei Watts & Humphreys, 2003
- Bidessodes hygrobius Young, 1986
- Bidessodes jucundus Young, 1986
- Bidessodes knischi (Zimmermann, 1921)
- Bidessodes limestoneensis Watts & Humphreys, 2003
- Bidessodes mjobergi (Zimmermann, 1922)
- Bidessodes obscuripennis (Zimmermann, 1921)
- Bidessodes plicatus (Zimmermann, 1921)
- Bidessodes semistriatus Régimbart, 1900
- Bidessodes subsignatus (Zimmermann, 1921)